# العميد
قرية العميد هي إحدى القرى التابعة لمركز تمي الأمديد في محافظة الدقهلية في جمهورية مصر العربية. حسب إحصاءات سنة 2006، بلغ إجمالي السكان في العميد وكفر علي السيد 2285 نسمة، منهم 1164 رجل و1121 امرأة.

## التاريخ
قرية العميد من القرى القديمة، حيث وردت باسم «نشمرت والعميد» في أعمال الشرقية ضمن قرى الروك الصلاحي التي أحصاها ابن مماتي في كتاب قوانين الدواوين، كما وردت باسم «نشمرت والعميد» في أعمال الشرقية ضمن قرى الروك الناصري التي أحصاها ابن الجيعان في كتاب «التحفة السنية بأسماء البلاد المصرية». وفي العصر العثماني وردت باسم «العميد» في التربيع العثماني الذي أجراه الوالي العثماني سليمان باشا الخادم في عصر السلطان العثماني سليمان القانوني ضمن قرى ولاية الدقهلية، وفي تاريخ 1228هـ/1813م الذي عدّ قرى مصر بعد المسح الذي قام به محمد علي باشا باسم «العميد» ضمن قرى مديرية الدقهلية.